# 2017年9月民進党代表選挙
2017年9月民進党代表選挙（2017ねん9がつみんしんとうだいひょうせんきょ）は、2017年7月27日に辞任を表明した蓮舫代表の後任を選出するため、2017年9月1日に臨時党大会において実施された民進党の党代表選挙である。前原誠司が選出された。

## 概説
2017年7月2日実施の東京都議会議員選挙において、民進党は立候補予定者が相次いで離党する「離党ドミノ」が続いた末、現有の7議席を割り込んで5議席にとどまり、旧民主党時代を含めて過去最低の獲得議席となる惨敗を喫した。蓮舫は7月4日の常任幹事会で続投を表明したが、執行部や代表自身の責任論が噴出したため、7月18日の記者会見で自身の二重国籍問題について釈明し、7月25日の両院議員懇談会で野田佳彦幹事長の交代と自身の衆院鞍替えを表明したものの、求心力の回復にはつながらず、7月27日に辞任を表明し、これに伴い代表選が行われることとなった。任期は、2019年9月末まで。
8月2日の両院議員総会で代表選を8月21日告示、9月1日投開票の日程で行うことが決定された。投票権は党所属国会議員のみならず、国政選挙の公認候補予定者・党籍を有する地方自治体議員・党員およびサポーターにも認められる。民進党結党以降、代表の任期途中の辞任に伴う代表選が行われるのはこれが初めてであり、党規約上は投票権を国会議員のみに認める方式を選択する余地もあったが、7月28日の臨時執行役員会で党員・サポーターの参加を求める意見が大勢を占めたため、代表の任期満了に伴う代表選に準ずる「党員参加型」を採用することとなった。
争点としては、日本共産党・自由党・社会民主党との野党4党共闘のあり方（特に共産党との連携の是非）、憲法改正論議への対応、消費増税を含む経済・社会保障政策、原発ゼロ目標の年限前倒し、連合との関係修復、小池新党との関係などが挙げられる。小池新党および共産党との関係に関する論争は後の希望の党と立憲民主党への分裂への引き金にもなった。

### 立候補者
- 前原誠司 - 衆議院議員（8期）、元外務大臣、元民主党代表、凌雲会（前原グループ）会長。8月7日に正式に出馬表明[28]。8月4日に旧民社党系グループ（高木グループ）が支持伝達[29]。8月7日に素交会（大畠グループ）が支持確認[30]、前原グループ・創新会（松野グループ）が支持決定[31]。8月9日に自誓会（旧細野グループ）が支持確認[32]。8月16日に国軸の会（旧長島グループ）が支持確認[33]。
- 枝野幸男 - 衆議院議員（8期）、元内閣官房長官、国のかたち研究会（菅グループ）・前原グループ所属。8月8日に正式に出馬表明[34]。8月8日に旧社会党系グループ（赤松グループ）が支持決定[35]。

### 立候補が取り沙汰された人物
- 長妻昭[36] - 衆議院議員（6期）、元代表代行、元厚生労働大臣、無派閥。
- 江田憲司[37] - 衆議院議員（5期）、代表代行、元維新の党代表、江田グループ代表。
- 玉木雄一郎 - 衆議院議員（3期）、幹事長代理、無派閥。立候補に意欲を示していたが、8月4日に不出馬を表明した[38]。
- 井出庸生 - 衆議院議員（2期）、政調副会長、江田グループ所属。立候補に意欲を示していたが、推薦人が集まらなかった[39]。

## 党代表選データ

### 日程
- 8月2日 - 民進党が両院議員総会で代表選挙実施を決定[10]、同日付で公告[40]
- 8月10日 - 事前説明会を開催、前原誠司、枝野幸男の2陣営が出席[41]
- 8月21日 - 告示、立候補受付[42]、共同記者会見[43]
- 8月22日 - 公開討論会[44]、地方遊説を開始、8月28日まで全国8か所で順次開催[45]
- 8月29日 - 日本外国特派員協会で共同記者会見[46]
- 8月30日 - 党員・サポーター等の郵送投票締切[40]
- 9月1日 - 臨時党大会、投開票[40]

### 候補者と政見
届出順
| 候補者   | 政見 |
| -------- | --- |
| 前原誠司 | All for All（みんながみんなのために） 〜あらゆる生活者の不安を解消する〜 「安心」の糸をつむいで「尊厳」の旗を立て「分断」と「自己責任」の社会を乗りこえる。 (PDF) |
| 枝野幸男 | 枝野幸男は『多様性を認め合い、困ったときに寄り添い、お互いさまに支え合う。』そんな日本を目指します。 (PDF)                                                        |

### 推薦人
衆参別五十音順
| 候補者   | 推薦人 |
| -------- | --- |
| 前原誠司 | 阿部知子、大島敦、黄川田徹、菊田真紀子、北神圭朗、小宮山泰子、篠原孝、原口一博、伴野豊、古川元久、牧義夫、松木謙公、松野頼久、鷲尾英一郎、渡辺周、足立信也、風間直樹、川合孝典、古賀ゆきひと、小林正夫、桜井充、榛葉賀津也、牧山弘恵、増子輝彦、柳田稔 |
| 枝野幸男 | 赤松広隆、逢坂誠二、岡田克也、菅直人、近藤昭一、佐々木隆博、寺田学、辻元清美、中川正春、長妻昭、西村智奈美、横路孝弘、相原久美子、有田芳生、石橋通宏、江崎孝、大野元裕、斎藤嘉隆、芝博一、杉尾秀哉、徳永エリ、那谷屋正義、鉢呂吉雄                     |

- 出典
  - 『前原誠司推薦人』（PDF）（プレスリリース）民進党、2017年8月21日。
  - 『枝野幸男 推薦人名簿』（PDF）（プレスリリース）民進党、2017年8月21日。

## 選挙の結果
9月1日の臨時党大会において、国会議員と公認候補予定者による直接投票が行われ、事前に行われた地方自治体議員と党員・サポーターの郵便投票と合わせて集計された結果、前原候補が502ポイントを獲得して半数を超え、332ポイントの枝野候補を下して新代表に選出された。なお、前原が野党第1党の党首に就任するのは2度目、2005年から2006年まで民主党代表を務めて以来11年ぶりの再登板となる。
今回の代表選では、国会議員票で無効票が8票（白票が7票、出馬を断念した井出の名前を記載したものが1票）という異例の多さとなり、「離党予備軍」との見方もあることから、前原新代表は就任記者会見で「白票が多かった。大変厳しい党運営になるのではないか」と述べて危機感を示した。

### 投票結果
| 候補者   | 得点数 | 国会議員票     | 公認予定者票   | 地方議員票       | 党員・サポーター票 |
| -------- | ------ | -------------- | -------------- | ---------------- | ------------------ |
| 前原誠司 | 502pt  | 83票（166pt）  | 84票（84pt）   | 724票（115pt）   | 51,692票（137pt）  |
| 枝野幸男 | 332pt  | 51票（102pt）  | 42票（42pt）   | 590票（94pt）    | 38,409票（94pt）   |
| 無効     | -      | 8票            | 0              | 5票              | 1,084票            |
| 合計     | 834pt  | 142票（268pt） | 126票（126pt） | 1,319票（209pt） | 91,185票（231pt）  |

- 国会議員の棄権は3票、公認予定者の棄権は2票[注 3]。
- 地方議員の投票率は85.48%、党員・サポーターの投票率は39.86%。
- 出典：『2017年 民進党代表選出選挙 開票結果』（PDF）（プレスリリース）民進党、2017年9月1日。

## 選挙後の人事
9月5日の両院議員総会で主要人事が承認され、9月19日の常任幹事会で以下の通り報告された。当初、幹事長には山尾志桜里の抜擢を内定していたが、手腕への疑問や政治経験の不足から党内で異論があり、近く週刊誌のスキャンダル報道があることも判明したため、代表代行に内定していた大島敦に差し替えられた。9月7日発売の週刊文春で既婚男性との交際疑惑が報じられたことを受け、山尾は同日夜に離党届を提出し（翌日受理）、前原新執行部は発足から打撃を受けることとなった。
また、代表選で枝野が予想以上に善戦したことを受け、代表代行に枝野、選挙対策委員長に長妻昭、幹事長代行に辻元清美など民共共闘に前向きな枝野陣営の幹部らも要職に起用されたが、こうした体制で前原の主張していた民共共闘見直しが実行できるのか懸念した保守系議員が離党を検討し始め、9月13日に鈴木義弘が、9月15日に笠浩史と後藤祐一がそれぞれ離党届を提出し（3人とも9月19日に除籍）、前原新執行部はさらに打撃を受けることとなった。
| 顧問                   | 大畠章宏 赤松広隆                                                                |
| 最高顧問               | 横路孝弘 菅直人 野田佳彦                                                         |
| 常任顧問               | 岡田克也                                                                         |
| 代表                   | 前原誠司                                                                         |
| 代表代行               | 枝野幸男                                                                         |
| 副代表                 | 近藤昭一 原口一博 渡辺周 平野博文 阿部知子 桜井充 神本美恵子 小林正夫 相原久美子 |
| 幹事長                 | 大島敦                                                                           |
| 幹事長代行             | 辻元清美                                                                         |
| 幹事長代理             | 松木謙公 羽田雄一郎                                                              |
| 特命副幹事長           | 馬淵澄夫                                                                         |
| 財務局長               | 荒井聰                                                                           |
| 総務局長               | 坂本祐之輔                                                                       |
| 国際局長               | 牧山弘恵                                                                         |
| 国民運動局長           | 古賀ゆきひと                                                                     |
| 青年局長               | 鷲尾英一郎                                                                       |
| 広報局長               | 大塚耕平                                                                         |
| 役員室長               | 小川淳也                                                                         |
| 参議院議員会長         | 小川敏夫                                                                         |
| 参議院幹事長           | 小川勝也                                                                         |
| 参議院国会対策委員長   | 那谷屋正義                                                                       |
| 常任幹事会議長         | 高木義明                                                                         |
| 政務調査会長           | 階猛                                                                             |
| 政務調査会長代理       | 田島一成 田名部匡代 大塚耕平                                                     |
| 選挙対策委員長         | 長妻昭                                                                           |
| 選挙対策委員長代理     | 篠原孝 田嶋要 石橋通宏                                                           |
| 国会対策委員長         | 松野頼久                                                                         |
| 国会対策委員長代行     | 山井和則                                                                         |
| 国会対策委員長代理     | 津村啓介                                                                         |
| 組織委員長             | 泉健太                                                                           |
| 団体交流委員長         | 古川元久                                                                         |
| 常任幹事（東北）       | 升田世喜男                                                                       |
| 常任幹事（北陸信越）   | 井出庸生                                                                         |
| 常任幹事（中国）       | 石橋通宏                                                                         |
| 常任幹事（九州）       | 野田国義                                                                         |
| 総合選挙対策本部長     | 前原誠司                                                                         |
| 男女共同参画推進本部長 | 菊田真紀子                                                                       |
| 両院議員総会長         | 中川正春                                                                         |
| 代議士会長             | 黄川田徹                                                                         |
| 倫理委員長             | 神本美恵子                                                                       |

- 出典：『民進党役員一覧』（PDF）（プレスリリース）民進党、2017年9月19日。